# Nomada alboscutellata
Nomada alboscutellata är en biart som beskrevs av Schwarz 1990. Nomada alboscutellata ingår i släktet gökbin, och familjen långtungebin. Inga underarter finns listade i Catalogue of Life.